# アンリ＝マリ・ドンドラ
アンリ＝マリ・ドンドラ（Henri-Marie Dondra、1966年8月14日 - ）は中央アフリカ共和国の政治家。2021年6月15日から2022年2月9日まで同国の首相を務めた。

## 来歴
1966年8月14日、中央アフリカ共和国の首都であるバンギで生まれる。
2016年に財務予算大臣に就任。
2021年6月15日に首相就任。しかし党内からの評判は良くなく、2022年2月7日に辞任表明。後任にはフェリックス・モルアが任命され、2月9日に就任したことに合わせて退任した。